# La Parra (l'Esquirol)
La Parra és un mas a un km al nord del poble de l'Esquirol (Osona) catalogada a l'Inventari del Patrimoni Arquitectònic de Catalunya. És un gran casalot que fou residència de cavallers i donzelles durant els segles xii i xv. Fou reformada al segle xix, moment en què s'erigí la capella datada cap al 1850.

## Masia
Masia de planta rectangular coberta a quatre vessants. Consta de planta baixa i dos pisos. La façana es troba orientada a ponent i el portal es descentrat del cos de la casa. A la part dreta sobresurt al cos d'una capella a la qual s'accedeix des del mas. Al sector nord i a nivell de primer pis i segon sobresurten unes galeries sostingudes per pilars. Sota les galeries, a planta baixa, hi ha un gros portal d'arc rebaixat sostingut per pilars. És construïda amb pedra i arrebossada al damunt. L'estat de conservació és bastant dolent encara que les estructures es mantinguin fermes; l'arrebossat està molt deteriorat.

## Capella
Edifici religiós de petites dimensions annexionada al mas al sector de ponent. El portal es troba orientat a migdia, com els porxos del mas. És rectangular i al damunt hi ha un petit òcul amb dovelles de pedra i una reixa. És coberta a una sola vessant i l'absis de planta semicircular es troba al sector de tramuntana. És construïda amb pedra i arrebossada. Els elements de ressalt són de pedra i l'estat de conservació és mitjà.
Segons els habitants del mas la capella està dedicada a la Verge de Loreto, però segons la bibliografia és dedicada a la Mare de Déu de Gràcia. La llinda del portal indica la data de construcció: 1850.